# Lagos – Tanger: Reise ohne Rückfahrschein
Lagos – Tanger: Reise ohne Rückfahrschein (Originaltitel: No U-Turn) ist ein nigerianisch-südafrikanisch-französisch-deutscher Film in dokumentarischer Form unter der Regie von Ike Nnaebue aus dem Jahr 2022. Der Film feierte am 14. Februar 2022 auf der Berlinale seine Weltpremiere in der Sektion Panorama.

## Handlung
Gegenstand des Films ist eine Reise des Regisseurs von Nigeria über Benin, Mali und Mauretanien nach Marokko. Als junger Mann hoffte er, so nach Europa kommen zu können und nahm dafür die Reise auf sich. Doch wegen der riskanten Überfahrt änderte er seinen Entschluss und studierte in Nigeria Filmwissenschaft. 21 Jahre später begab er sich an die Orte seiner damaligen Reise und bemühte sich, in Interviews zu erfahren, was junge Menschen heute zu so einer gefährlichen und anstrengenden Reise bewegt. Speziell junge Frauen, ihre Erfahrungen, Nöte und Träume stehen im Zentrum des Films. Die fundamentale Sehnsucht der Menschen nach einer Verbesserung ihres Lebens scheint durch die respektvoll geführten Gespräche, die durch Off-Texte zu einem essayistischen und selbstreflexiven Reisebericht werden.

## Produktion

### Filmstab
Regie führte Ike Nnaebue, von dem auch das Drehbuch stammt. Es ist der erste Dokumentarfilm des bekannten nigerianischen Regisseurs. Die Kameraführung lag in den Händen von Jide Tom Akinleminu, die Musik komponierte Ikwan Onkha und für den Filmschnitt war Matthieu Augustin verantwortlich.  

### Produktion und Förderungen
Produziert wurde der Film von Christilla Huillard-Kann, Okechukwu Omeire, Don Edkins und Tiny Mungwe. Er ist ein Projekt der DW Akademie und der südafrikanischen Nichtregierungsorganisation STEPS.

### Dreharbeiten und Veröffentlichung
Der Dokumentarfilm feierte am 14. Februar 2022 auf der Berlinale seine Weltpremiere in der Sektion Panorama. Am 14. Juni 2022 wurde er auf Arte ausgestrahlt.

## Auszeichnungen und Nominierungen
- 2022: Internationale Filmfestspiele Berlin
  - Lobende Erwähnung beim Wettbewerb um den Berlinale Dokumentarfilmpreis[4]
  - Nominierung für den Panorama Publikumspreis